# Мишел Виет
Мишел Виет Паето (на испански: Michelle Vieth Paetau) е мексиканска актриса.

## Биография
Мишел е родена на 19 ноември 1979 г. в Маршалтаун, Айова, САЩ. Когато е на 3 години, семейството ѝ се премества в Акапулко, Мексико. Има 4 по-малки братя – Армандо, Аксел, Хавиер и Алберто.
Разведена е с актьора Ектор Соберон и е сгодена за Леонардо Ампудия до 2010 г., от когото има син Леонардо-младши.
По-известна е в България с ролята на Лаура Гонсалес в Приятелки и съпернички. На 3 юни 2014 г. ражда момченце Кристиан от половинката си Кристиан Апарисио.

## Актьорска кариера
Продуцента Валентин Пимстейн я кани на кастинг за Televisa. Тя учи актьорско майсторство в Centro de Educación Artistica (CEA). Две години по-късно се явява на прослушване за теленовелата „Моя малка палавница“ и получава главната роля. Така Мишел се налага като добра актриса и става любимка на много зрители по света.

## Филмография
- Сладко-горчиво (Dulce Amargo) (2012)
- Другото лице на душата (La otra cara del alma) (2012) – Даниела Кихано
- Предателство (La traicion) (2008) – Мишел
- По дяволите красавците (Al diablo con los guapos) (2007) – Пилар
- Свят на хищници (Mundo de fieras) (2006) – Карен
- Мащехата (La madrastra) (2005) – Вивиан Соса
- Клас 406 (Clase 406) (2003) – Надя Кастийо
- Приятелки и съпернички (Amigas y rivales) (2001) – Лаура Гонсалес
- Измамени жени (Mujeres engandas) (1999/2000) – Паола
- Мечтателки (Sonadoras) (1998/99) – Лусия де ла Макора\Адриана
- Моя малка палавница (Mi pequena traviesa) (1997/98) – Хулия\Хулио